# 领海基线

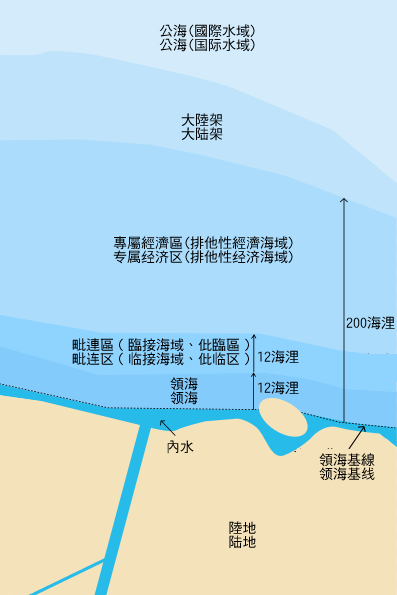
領海基線

领海基线是测量沿海国领海的起点。通常是沿海国的大潮低潮线。但是，在一些海岸线曲折的地方，或者海岸附近有一系列岛屿时，允许使用直线基线的划分方式，即在各海岸或岛屿确定各适当点，以直线连接这些点（这些点称为领海基点），划定基线。群岛国则可以按照连接群岛最外缘各岛和各环礁的最外缘各点的方式划定直线群岛基线，但这种基线划定的区域内，水域面积和包括环礁在内的陆地面积的比例应在一比一至九比一之间，基线的长度也不应超过一百海里，围绕任何群岛的基线总数中至多百分之三可超过该长度，但是最长以一百二十五海里为限。此外，直线基线不得明显偏离海岸的一般方向，也不得将另一国的领海与专属经济区或公海阻断。